# I’d be nowhere without you
I’d be nowhere without you – utwór Katie Melua pochodzący z singla Toy Collection.
Utwór został napisany specjalnie dla zwycięzcy charytatywnej akcji Children In Need zorganizowanej przez Radio BBC. Pierwsze wykonanie utworu miało miejsce na antenie tegoż radia 18 listopada 2008 roku.